# Биљана Ђорђевић
Биљана Ђорђевић (Врање, 1. август 1984) српска је политичарка и универзитетски предавач. Ђорђевићева је доцент на Факултету политичких наука Универзитета у Београду. Чланица је Зелено-левог фронта (ЗЛФ). Од 1. августа 2022. обавља функцију народне посланице Скупштине Србије.

## Биографија
Рођена је 1. августа 1984. године у Врању, у тадашњој Социјалистичкој Републици Србији. Основно образовање је завршила у Бујановцу, након чега је завршила гимназију у родном граду. Основне академске студије завршила је на Универзитету у Београду, а мастер на Универзитету у Оксфорду.  Докторирала је на Факултету политичких наука, смер политикологије. Теза њене докторска дисертација је „Проблем конституисања политичког тела у демократским теоријама“.
Живи у Београду откако је завршила студије на Универзитету у Београду.

## Каријера
Доцент је на Факултету политичких наука Универзитета у Београду. Такође је члан Председништва Друштва за политичке науке Србије и Српског друштва за правну и друштвену филозофију. Претходно је радила као истраживачки сарадник на Правном факултету у Единбургу од 2012. до 2013.
Године 2020. изабрана је за члана Малог већа покрета Не давимо Београд (НДБ). Била је кандидат коалиције Морамо, чији је део НДБ, на парламентарним изборима 2022. Изабрана је за посланицу Народне скупштине, након чега је обављала функцију председника парламентарне групе НДБ од 1. августа 2022. У јулу 2023. НДБ је трансформисан у Зелено-леви фронт (ЗЛФ).
Подржава децентрализацију и жели да „радикално преокрене ствари”. Залаже се за смањење социјалне неједнакости.

## Одабрана дела
- Биљана Ђорђевић „Агонистички приступ расправама о кризи демократије у Европи“ Хуманистичке студије 4 (2018): 9-29.
- Биљана Ђорђевић „Лишени дискурса легитимације: зазидане земље Централне Европе и политички субјективитети у настајању“ Гласник Етнографског института САНУ LXV, 3 (2017): 527-541.
- Биљана Ђорђевић, уред. Конституционализам и уставни дизајн у демократској рецесији / Constitutionalism and Constitutional Design in Democratic Recession. Београд: Удружење за политичке науке Србије, Факултет политичких наука, 2018.
- Biljana Đorđević, “Whose Rights, Whose Return? The Boundary Problem and Unequal Restoration of Citizenship in the Post-Yugoslav Space ”, Ethnopolitics 14, 1-2 (2015): 121-139.
- Биљана Ђорђевић, Милош Здравковић, уред. Наслеђе политичке и правне филозофије Роналда Дворкина. Београд: Правни факултет, Факултет политичких наука, Српско удружење за правну и социјалну филозофију, 2015.
- Биљана Ђорђевић, „Егалитаризам среће или егалитаризам одговорности? Критика Роналда Дворкина“ у Наслеђе политичке и правне филозофије Роналда Дворкина, уред. Биљана Ђорђевић, Милош Здравковић, 42-64. Београд: Правни факултет, Факултет политичких наука, Српско удружење за правну и социјалну филозофију, 2015.
- Милан Подунавац, Биљана Ђорђевић, уред. Устави у времену кризе: постјугословенска перспектива. Београд: Факултет политичких наука, Удружење за политичке наука, 2014.
- Биљана Ђорђевић „Проблеми нормативне снаге и критике агонистичке партиципације: ка могућој комплементарности агонистичке и партиципативне демократије“ Филозофија и друштво 25, 3 (2014): 77-105.
- Biljana Đorđević “Agonistic Democracy – A Controversial Attempt to Revitalize Democratic Ethos”, in Identity, Political and Human Rights Culture as Prerequisites of Constitutional Democracy, eds. Miodrag Jovanović, Dragica Vujadinović, 81-98. The Hague: Eleven International Publishing, 2013.
- Biljana Đorđević  “On the Relationship between Constituent Power, Constituent People, and National Minorities in Serbia”, in Challenges of Multiculturalism, ed. Milan Podunavac, 125-13. Belgrade: Heinrich Böll Stiftung Southeastern Europe, 2012.
- Биљана Ђорђевић „Етика миграције“ Годишњак Факултета политичких наука 2, 2 (2008): 239-253.